# Porphyromonas gingivalis
Porphyromonas gingivalis (P. g.; frühere Bezeichnung: Bacteroides gingivalis) ist der Markerkeim für schwere und aggressive Formen der Parodontitis und damit für den Verlust von Zähnen verantwortlich. Es kommt fast ausschließlich in tiefen Parodontaltaschen vor, jedoch auch im oberen Verdauungstrakt, im Atemtrakt und im Colon. Es konnte auch aus der Vagina bei bakterieller  Vaginose isoliert werden. Ebenso wird seine Mitwirkung bei kardiovaskulären und anderen systemischen Erkrankungen diskutiert.
Der Keim gehört zusammen mit Tannerella forsythia und Treponema denticola zum sogenannten „roten Komplex“, deren Auftreten fast immer mit erheblicher Entzündung, beträchtlichen Taschentiefen, Blutungen und Attachmentverlust, einer Zerstörung des Zahnhalteapparats, verbunden ist.
P. gingivalis ist ein kurzer, unbeweglicher, gramnegativer, anaerober Bazillus aus der Familie der Porphyromonadaceae. Auf Blutagar bildet Porphyromonas gingivalis kleine braune bis schwarze Kolonien.

## Genomanalyse
Die vollständige 2.343.479-bp-Genomsequenz des Bakteriums wurde 2003 entschlüsselt. Die Genomanalyse des Stammes W83 zeigt eine Reihe von Virulenzdeterminanten, zu denen mindestens sechs mutmaßliche Hämagglutinin-ähnliche Gene und 36 zuvor nicht identifizierte Peptidasen gehören. Die Genomanalyse zeigt auch, dass Porphyromonas gingivalis eine Reihe von Aminosäuren metabolisiert und eine Reihe von metabolischen Endprodukten erzeugen kann, die für den menschlichen Wirt beziehungsweise menschliches Zahnfleischgewebe toxisch sind, was bestätigt hat, dass es an der Entwicklung von Parodontalerkrankungen beteiligt ist.

## Virulenzfaktoren
Zu den wichtigsten Virulenzfaktoren von Porphyromonas gingivalis zählen Gingipaine, das Kapselpolysaccharid und Pili (Fimbrien).

### Gingipain
Gingipaine sind Proteasen, die von P. gingivalis sezerniert werden, speziell Arg-Gingipain (Gingipain-R, RGP) und Lys-Gingipain (Gingipain-K, KGP). Neben anderen Funktionen bauen sie Zytokine ab, wodurch die Wirtsantwort in Form einer reduzierten Entzündung herabreguliert wird.

### Kapselpolysaccharid
Der eingekapselte Stamm des P. gingivalis ist virulenter als der nicht verkapselte Stamm. Die Kapsel ist ein Kapselpolysaccharid und reguliert die Zytokinproduktion, insbesondere die proinflammatorischen Zytokine IL-1β, IL-6, IL-8 und TNF-α, die auf eine Ausweichreaktion des Wirts hindeuten.

### Fimbrien
Die Fimbrien sind an der Adhäsion, Invasion und Kolonisation beteiligt. P. gingivalis verfügt über folgende Fimbrientypen:

#### Lange Fimbrien
Lange Fimbrien (FimA) sorgen für die Adhäsion des Erregers und den Aufbau von Biofilmen. Sie wirken als Adhäsine, speziell der Antigen I/II Proteinfamilie, welche die Invasion in die Wirtszellen unterstützen und zur Pathogenität des P. gingivalis beitragen.

#### Kurze Fimbrien
Kurze Fimbrien (Mfa1) sind für die Bildung von Mikrokolonien durch Autoaggregation verantwortlich und sorgen für die Verknüpfung mit anderen Bakterienarten. Zusammen mit Streptococcus gordonii (speziell SspB-Streptokokken) bilden sie durch Wechselwirkung mit dem SspB-Streptokokken-Oberflächenpolypeptid einen Biofilm. Möglicherweise ist diese Interaktion bei der Invasion in die Dentinkanälchen entscheidend beteiligt.

#### Akzessorische Fimbrien
Die akzessorischen Fimbrien (Fim C, D, und E) assoziieren sich mit den langen Fimbrien und spielen eine Rolle bei der Bindung an Matrixproteine des Wirts und der Wechselwirkung mit dem CXC-Chemokinrezeptor 4 (CXCR4). Experimentell konnte nachgewiesen werden, dass der Verlust der akzessorischen Fimbrien die Virulenz des Erregers deutlich abschwächt.

## Ausbreitung im Gewebe
Es konnte nachgewiesen werden, dass Porphyromonas gingivalis intrazellulär in Makrophagen, epitheliale, endotheliale und Zellen der glatten Muskulatur eindringen kann, dort überlebt und sich von einer Zelle zur nächsten ausbreiten kann. P. gingivalis könnte daher diese Zellen möglicherweise als Transportmittel verwenden, um zu peripheren Geweben zu gelangen. P. gingivalis konnte beispielsweise in atherosklerotischen Plaques (Ablagerungen an den Blutgefäßwänden, umgangssprachlich „Arterienverkalkung“) nachgewiesen werden, wodurch es zum Fortschreiten der Atherosklerose beitragen kann.

## Ein möglicher Auslöser der Alzheimer-Krankheit
Porphyromonas gingivalis wurde als ein möglicher Auslöser der Alzheimer-Krankheit diskutiert. 2019 konnte eine Studie sowohl P. gingivalis als auch seine Stoffwechselprodukte, die Gingipaine, im Gehirn von Alzheimer-Patienten nachweisen. In Zellkultur und tierexperimentell konnten die Autoren zeigen, dass Gingipaine die Fähigkeit haben, die Struktur von Tau-Proteinen zu beeinflussen. Ob Inhibitoren der Gingipaine ein mögliches Therapieziel darstellen, ist noch Gegenstand wissenschaftlicher Untersuchungen.

## Therapie
Im Rahmen einer Parodontitisbehandlung werden die Wurzelflächen der Zähne mittels Débridement mechanisch gereinigt. Beim Nachweis einer erhöhten Konzentration von Porphyromonas gingivalis und erheblichen Entzündungszeichen werden zusätzlich Antibiotika oral verabreicht. P. gingivalis ist gegen Metronidazol, Clindamycin und Doxycyclin empfindlich.